# Чоловік із золотим пістолетом (роман)
«Чоловік із золотим пістолетом» (англ. The Man with the Golden Gun) — дванадцятий роман Яна Флемінга про Джеймса Бонда.
Перед Джеймсом Бондом поставлено завдання — знищити одного з найнебезпечніших найманих убивць і ворогів Інтеліджен Сервіс — Франциско (Пако) Скарамангу, який знищив багатьох британських агентів. Скараманга — бездоганний стрілець, який ніколи не розлучається зі зброєю, за що й отримав прізвисько «Пістолетик». Для виконання завдання агент 007 вирушає на Ямайку, де, за попередньою інформацією, перебуває злочинець. Цілком випадково вийшовши на його слід, Джеймс Бонд дізнається про його плани, і зробить все від нього залежне, щоб перешкодити злочинцю. В результаті запеклої боротьби з мафією та КДБ агент 007 виходить переможцем, блискуче виконавши поставлене перед ним завдання.

## Анотація
Дія відбувається через рік після подій, описаних у «Живеш тільки двічі», де Джеймс Бонд розправився з Блофельдом. 007, якого всі вважають загиблим на Далекому Сході, несподівано з'являється в Лондоні та вимагає термінової зустрічі з М для доповіді. Секретна Служба підозрює якусь каверзу, але на вимогу самого М зустріч все-таки відбувається. У кабінеті шефа Бонд робить спробу замаху на М, але все закінчується добре як для М, так і для 007. Бонда, якому у Радянському Союзі промили мізки, відправляють до шпиталю на відновлення. Однак, щоб остаточно реабілітуватися, він має знищити найманого вбивцю Франсіско Скарамангу. Багато хто в Секретній Службі вважає, що це завдання нездійсненне.

### Однойменна екранізація роману (1974)
Фільм Чоловік із золотим пістолетом став другим фільмом із Роджером Муром у головній ролі. Цей фільм замикає екранізації романів, оскільки наступний фільм було знято за персонажами Яна Флемінга.

## Персонажі
- Джеймс Бонд / Агент 007 — головний герой
- Франциско Скараманга — головний лиходій
- Мері Ґуднайт — секретарка і дівчина Бонда
- Гендрікс — другорядний лиходій
- Фелікс Лейтер — друг Бонда
- Нік Ніколсон — союзник Бонда
- М / Адмірал Майлз Мессерві — начальник Бонда
- Білл Таннер — співробітник Бонда
- Міс Маніпенні — співробітник Бонда, секретарка М

## Зв'язок із фільмом
Сценарист Том Манкієвіч знову створив власний сюжет, використовуючи мінімум матеріалу із книги. Перш за все, фільм знято в комічнішому ключі, на відміну від цілком серйозно написаної книги. Дію перенесено з Ямайки до Східної Азії, а сюжет закручено навколо приладу, здатного зупинити енергетичну кризу. З'явилися нові персонажі — коханка Скараманги Андреа Андерс, його мініатюрний слуга Нік-Нак, лейтенант Гіп, мільйонер Гай Фат, вчений Ґібсон, підпільний зброяр Лазар і шериф Пеппер, який повернувся з попереднього фільму. Фелікс Лайтер до фільму, навпаки, не потрапив. У книзі Скараманга користується позолоченим кольтом, тоді як у фільмі в нього унікальний, виготовлений на замовлення пістолет із чистого золота, що розбирається на ручку (ствол), запальничку (основний механізм), портсигар (руків'я) та запонку (спусковий гачок). Натомість розказану Скарамангою історію про слона взято прямо з книги.